# 第152師団 (日本軍)
第152師団（だいひゃくごじゅうにしだん）は、大日本帝国陸軍の師団の一つ。
太平洋戦争の末期、1945年（昭和20年）1月20日に帝国陸海軍作戦計画大綱が策定された結果、本土決戦に備えるべく急造が決定した54個師団の一つであり、そのうちの第一次兵備として、2月28日に編成された16個の沿岸配備師団の一つである。

## 師団概要
金沢で編成、第52軍戦闘序列に編入された。

### 師団長
- 能崎清次 中将：1945年（昭和20年）4月1日 - 終戦

### 参謀長
- 下田千代士 中佐：1945年（昭和20年）4月1日 - 終戦[1]

### 最終所属部隊
- 歩兵第437連隊（富山）：吉松秀孝中佐
- 歩兵第438連隊（金沢）：由谷弥市中佐
- 歩兵第439連隊（金沢）：中村敏夫大佐
- 歩兵第440連隊（富山）：中野寿一中佐
- 第152師団砲兵隊
- 第152師団速射砲隊
- 第152師団輜重隊
- 第152師団通信隊
- 第152師団兵器勤務隊
- 第152師団野戦病院